# Polyrhachis platynota
Polyrhachis platynota är en myrart som beskrevs av Hermann Stitz 1933. Polyrhachis platynota ingår i släktet Polyrhachis och familjen myror. Inga underarter finns listade i Catalogue of Life.